# 이항녕
이항녕(李恒寧, 1915년 7월 25일~2008년 9월 17일)은 대한민국의 법철학자이다. 본관은 연안(延安)이며, 호는 소고(小皐)이다.

## 인물과 경력
충청남도 아산 출신으로 1934년에 서울 경성제이고등보통학교를 졸업하고, 1940년에 경성제국대학 법학과를 졸업하였다. 고등문관시험에 합격하여 경상남도 하동군수와 창녕군수를 지냈다. 해방 후 청룡초등학교와 양산중학교의 교장을 맡았다가, 1949년에 동아대학 교수로 대학 활동을 시작하였다. 이후 성균관대학을 거쳐 1954년부터 1971년까지 고려대학교에서 민법과 법철학을 강의하였다. 1972년부터 1980년까지는 홍익대학교 총장을 지내고, 대한민국학술원 회원에 선임되었다.
1955년에 《법철학개론》을 출간하면서 동아시아를 동방, 서유럽을 서방, 서아시아와 동유럽을 중방이라고 지칭하고, 풍토지대를 구분의 기준으로 삼아 법문화를 기초로 하여 법철학과 법의 특성을 기술하고 있다. 서양 위주의 법철학에서 탈피하여 동양의 새로운 입장에서 다시 고찰한 그의 관점은 많은 관심을 받았으며, 저서는 스즈키 게이후가 번역하여 일본에 소개되기도 했다.
적극적인 친일행위는 하지 않았으나, 일제 말에 고등문관시험을 통해 고등관으로 재직한 경력이 있다. 해방 이후 지속적으로 자신의 경력에 대해 반성하거나 글을 여러 차례 남겼다. 김앤장 법률사무소의 대표변호사인 이재후의 부친이기도 하다.
반일사상을 가지고 일본에 저항해야 한다고 생각하는 이도 있었고, 또 일부는 일본이 저렇게 강국이 되었는데 어지간해서는 망할 것 같지 않으니까 그저 거기 붙어 사는 것이 안전하다고 안일한 생각을 가진 학생도 있었어요. 저는 후자 쪽이었죠. 민족이다, 우리나라의 장래다, 이런 것보다는 개인의 신상이 편한 쪽을 택한 거예요. 그러니까 부끄럽죠. 지금 생각하면 후회가 돼요.— <40명의 민초들이 써내려간 해방 전후 역사>, 2005년 8월 10일, 연합뉴스.

또한 “고등관, 즉 군수급 이상은 모두 친일파”로, “일제말기 군수는 공출, 정신대 차출 등을 맡은 일선 행정의 최고책임자였는데, 군수가 그런 일을 하는 것을 뻔히 알고도 군수가 되기를 희망해 군수가 됐다면 이는 친일파로 보는 것이 마땅하다”고 한 바 있다.

## 주요 저서
- 《법철학개론》, 1955년, 2004년
- 《민법학개론》, 1962년
- 《법철학적 인간학》, 1978년
- 《우리의 조상》, 1980년
- 《교육가족》, 1959년
- 《청산곡》, 1962년
- 《사직이유서》, 1980년
- 《객설록(客說錄)》, 1962년
- 《나의 인생관, 작은 언덕에 서서》, 1978년
- 《낙엽의 자화상》, 1976년
- 《깨어진 그릇》, 1980년
- 《청산에 살리라》, 1992년
- 《현대문명과 대순사상》, 2004년

## 가족 관계
- 삼남 : 이재후(변호사, 김앤장 법률사무소 대표 변호사)

## 수상 내역
- 1972년: 국민훈장 목단장
- 1985년: 국민훈장 무궁화장
- 1992년: 충청문학상 공로상
- 1995년: 일붕문학상 공로상